# وايمث

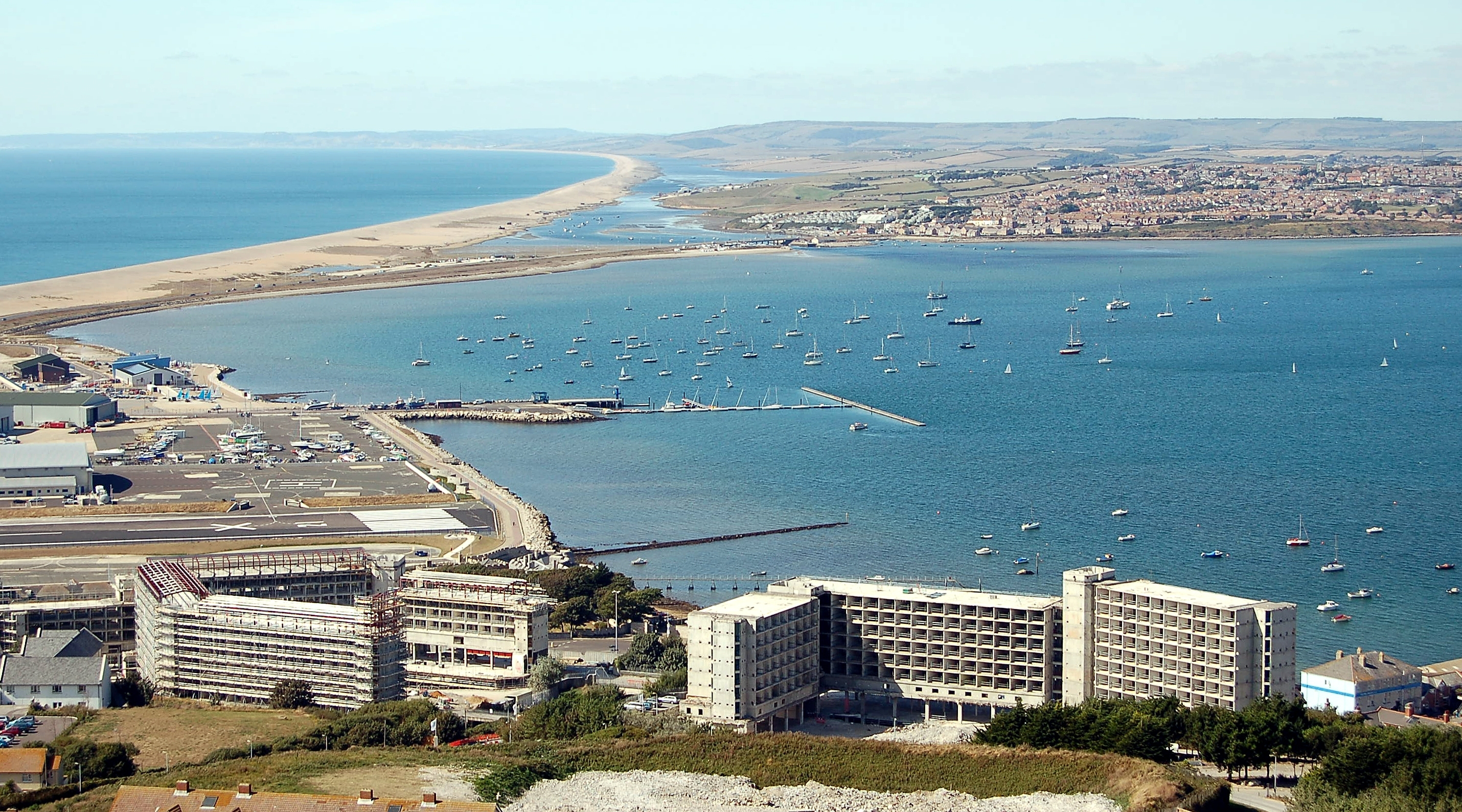

وايمث (بالإنجليزية: Weymouth) هي بلدة إنجليزية تقع في محافظة دورست على خليج وايمث وعلى منبع نهر واي على شاطيء القناة الإنجليزية. تبعد البلدة ثمانية أميال جنوب بلدة دورشستر ومباشرة إلى الشمال من جزيرة بورتلاند. يبلغ عدد سكان مقاطعة وايمث وبورتلاند 63,648 (حسب إحصائية عام 2001 م). وتعدّ البلدة من أشهر المنتجعات البريطانية البحرية ومعبر للعبّارات التي تقطع القناة.
تشتهر مقاطعة وايمث وبورتلاند بكونها أكثر المناطق البريطانية رؤية للشمس منافسة بذلك المنتجعات البحرية الأخرى في بريطانيا مثل إيستبورون. ويقع مركز المدينة بجانب بحيرة راديبول وشاطيء وايمث مما يجعلها جذابة للآلاف من السياح.

## المناخ
يظهر الجدول التالي التغييرات المناخية على مدار السنة لوايمث:
| البيانات المناخية لـوايمث                                                                         | البيانات المناخية لـوايمث | البيانات المناخية لـوايمث | البيانات المناخية لـوايمث | البيانات المناخية لـوايمث | البيانات المناخية لـوايمث | البيانات المناخية لـوايمث | البيانات المناخية لـوايمث | البيانات المناخية لـوايمث | البيانات المناخية لـوايمث | البيانات المناخية لـوايمث | البيانات المناخية لـوايمث | البيانات المناخية لـوايمث | البيانات المناخية لـوايمث |
| الشهر                                                                                             | يناير                     | فبراير                    | مارس                      | أبريل                     | مايو                      | يونيو                     | يوليو                     | أغسطس                     | سبتمبر                    | أكتوبر                    | نوفمبر                    | ديسمبر                    | المعدل السنوي             |
| ------------------------------------------------------------------------------------------------- | ------------------------- | ------------------------- | ------------------------- | ------------------------- | ------------------------- | ------------------------- | ------------------------- | ------------------------- | ------------------------- | ------------------------- | ------------------------- | ------------------------- | ------------------------- |
| متوسط درجة الحرارة الكبرى °م (°ف)                                                                 | 8.6 (47.5)                | 8.4 (47.1)                | 10.2 (50.4)               | 12.3 (54.1)               | 15.3 (59.5)               | 17.7 (63.9)               | 19.7 (67.5)               | 20.1 (68.2)               | 18.4 (65.1)               | 15.2 (59.4)               | 11.8 (53.2)               | 9.2 (48.6)                | 13.9 (57.0)               |
| المتوسط اليومي °م (°ف)                                                                            | 6.4 (43.5)                | 6.1 (43.0)                | 7.6 (45.7)                | 9.3 (48.7)                | 12.2 (54.0)               | 14.7 (58.5)               | 16.8 (62.2)               | 17.1 (62.8)               | 15.5 (59.9)               | 12.7 (54.9)               | 9.5 (49.1)                | 6.9 (44.4)                | 11.2 (52.2)               |
| متوسط درجة الحرارة الصغرى °م (°ف)                                                                 | 4.1 (39.4)                | 3.7 (38.7)                | 4.9 (40.8)                | 6.2 (43.2)                | 9.1 (48.4)                | 11.7 (53.1)               | 13.9 (57.0)               | 14.1 (57.4)               | 12.5 (54.5)               | 10.2 (50.4)               | 7.2 (45.0)                | 4.6 (40.3)                | 8.5 (47.3)                |
| معدل هطول الأمطار مم (إنش)                                                                        | 78.5 (3.09)               | 58.3 (2.30)               | 58.0 (2.28)               | 49.4 (1.94)               | 44.7 (1.76)               | 40.2 (1.58)               | 35.9 (1.41)               | 50.0 (1.97)               | 55.8 (2.20)               | 85.3 (3.36)               | 88.7 (3.49)               | 85.5 (3.37)               | 730.3 (28.75)             |
| متوسط الأيام الممطرة (≥ 1 mm)                                                                     | 13.0                      | 9.9                       | 9.4                       | 8.3                       | 8.4                       | 7.0                       | 6.6                       | 7.5                       | 7.9                       | 11.5                      | 12.4                      | 12.4                      | 113.9                     |
| ساعات سطوع الشمس الشهرية                                                                          | 66.8                      | 91.1                      | 133.6                     | 200.3                     | 228.5                     | 229.1                     | 243.6                     | 227.7                     | 175.5                     | 126.3                     | 84.3                      | 62.9                      | 1٬869٫8                   |
| المصدر: 1981–2010 averages for Wyke Regis climate station. Sources: مكتب الأرصاد الجوية and Cefas |                           |                           |                           |                           |                           |                           |                           |                           |                           |                           |                           |                           |                           |

## أعلام
- هنري موزلي
- ديفيد مورلي
- توم هولاند
- ألان كار
- هايدن هيل
- جيمي ديلي
- الأخطبوط بول
- بيتر كيرنز
- بول غراهام
- توماس لوف بيكوك